# トムソン効果
トムソン効果（トムソンこうか、英: Thomson effect）とは、イギリスの物理学者ウィリアム・トムソンが発見した、一つの金属上で温度の差がある2点間に電流を流すと、熱を吸収したり発生したりする効果。熱電効果のひとつ。似た効果としてペルチェ効果、ゼーベック効果などもある。
ジュール＝トムソン効果とは別のものである。

## 概要
トムソン効果は、温度勾配のある導体を電流が流れるときの加熱・冷却を記述するものである。ほぼすべての導体は、二つの点の間で温度差があれば、物質によって程度の差こそあれ熱を吸収・放出する（鉛では、トムソン効果がない）。
均質な導体を電流密度 J が流れるとき、単位体積あたりの発生熱量 q は次のようになる。
{\displaystyle q=\rho J^{2}-\mu J{\frac {dT}{dx}}\,}
ここで、ρ は物質の電気抵抗率、dT/dx は線に沿っての温度勾配、μ はトムソン係数である。
第一項 ρ J2 はジュール熱をあらわす。これは不可逆である。第二項はトムソン熱で、この項は J の向きが逆になると符号が反転する。
亜鉛や銅のような、電位が高い方に熱い端、低い方に冷たい端があたる金属では、電流が熱い端から冷たい端に流れると電圧に沿って移動することになり、エネルギーが解放される。電流が冷たい端から熱い端へ流れるならばエネルギーを吸収する。これを正のトムソン効果と呼ぶ。
コバルトやニッケル、鉄のような、電位が高い方に冷たい端、低いほうに熱い端があたる金属では、電流が熱い端から冷たい端に流れるときエネルギーを吸収する。電流が冷たい端から熱い端へ流れるならばエネルギーを解放する。これを負のトムソン効果と呼ぶ。